# (8265) 1986 RB5
A (8265) 1986 RB5 a Naprendszer kisbolygóövében található aszteroida. Henri Debehogne fedezte fel 1986. szeptember 1-én.